# Karl Kurt Klein
Karl Kurt Klein (Kisfehéregyház, Erdély, Ausztria-Magyarország, 1897. május 6. – Innsbruck, Ausztria, 1971. január 10.) – osztrák újságíró, teológus, germanista és történész.

## Életpályája
Az erdélyi szászok népcsoportjához tartozó Karl Kurt Klein az erdélyi Kisfehéregyházon született 1897. május 6-án, Friedrich Michael Klein (1851-1913) evangélikus lelkész négy gyermeke közül a másodikként. Édesanyja, Hermine Klein nee Csallner (1872-1961), aki szintén papi családból származott. Testvérei közé tartozott Fritz Klein újságíró is. Unokája Stefan Klein tudományos író. 
Tanulmányait a nagyszebeni Brukenthal Líceumban végezte, majd Debrecenben, Marburg an der Lahnban és Kolozsváron folytatta teológiai és nyelvészeti tanulmányait, később Nagyszebenben dolgozott, kezdetben mint tanár és újságíró. 1923-ban protestáns lelkészi állást vállalt Jászvásáron (Iași, németül: Jassy), majd 1932-ben az ottani egyetem tanára és az egyetemi könyvtár igazgatója lett. 1939-ben megkapta a kolozsvári egyetem német nyelv és irodalom tanszékét. A második világháborúban el kellett hagynia Erdélyt (1944), ezután 1946-ban az Innsbrucki Egyetemen kapott tanári állást, ahol 1956-ban a germanisztika rendes professzorává nevezték ki, mely pozíciót egészen 1963-as nyugdíjazásáig töltötte be. Vezetője volt az Innsbrucki Német Filológiai Intézetnek is.
Innsbruckban hunyt el 1971. Január 10-én, 74 évesen.

## Munkássága
Karl Kurt Klein sokoldalú tudós volt, irodalomtörténeti munkái mellett számos ónémet, nyelvtörténeti és dialektológiai értekezése maradt fenn. Jelentősen hozzájárult a romániai német kisebbség fennmaradásához, főleg az erdélyi-szász településtörténettel és nyelvkutatással foglalkozott. 1935-ben bemutatta a német nyelv nyelvtanát.

## Munkái (válogatás)
- Közreműködés a moldvai protestantism történetéhez. (Bukarest, 1924)
- Adolf Meschendörfer drámája... (Nagyszeben, 1924)
- Erdélyi német költészet a 19. és 20. század végén. (Gustav Fischer kiadó, Jéna 1925)
- Martin Opitzen kapcsolatai a románokkal. (1927)
- Román-német irodalmi kapcsolatok. (Heidelberg, 1929)
- Töredékek az eredetkutatás történetéről... . Jászvásár 1931
- Un germanist român – profesorul Traian Bratu . In: Revista germaniștilor români, VI. (1937, 2. sz)
- Limba germană pentru clasa a Va secundară și Limba germană pentru clasa a VI-a secundară (în colaborare cu profesorul Traian Bratu), Cartea Românească, Bukarest 1935
- Erdélyi-Német Nyelvi Atlasz (Marburg 1961)
- Erdély (München, 1963)
- A barátság példázata a Parzival prológusban. In: Innsbruck hozzájárulásai a kultúratudományhoz, I: Amman Festgabe I. rész. Saját kiadás: az Innsbrucki Egyetem Nyelvészeti Tanszéke, Innsbruck 1953, 75-94. Még itt: Heinz Rupp (szerk.): Wolfram von Eschenbach (= a kutatás útjai. 57. kötet). Darmstadt 1966, 173-206.
- Oswald von Selva Dalai. Szerkesztette: Karl Kurt Klein és Notburga Wolf. 3. átdolgozott és bővített kiadás Tübingen 1987, ISBN 3-484-20155-X